# Église Saint-Martin de Nouans-les-Fontaines
Pour les articles homonymes, voir Église Saint-Martin.
L’église Saint-Martin de Nouans-les-Fontaines est un édifice religieux, dédié au culte catholique, situé au centre du bourg de Nouans-les-Fontaines, une commune du département d’Indre-et-Loire.
Construite au XIIIe siècle et remaniée au XVe siècle, inscrite comme monument historique en 1926, elle abrite plusieurs objets protégés, dont le tableau dit la « Pietà de Nouans », probable panneau d'un retable généralement attribué au peintre tourangeau Jean Fouquet.

## Localisation
L'église est située au centre du chef-lieu communal de Nouans-les Fontaines et elle a très certainement servi de noyau urbain aux maisons qui se sont édifiées autour d'elles pour former peu à peu le bourg. Des sources médiévales mentionnent même un enclos centré sur l'église et limité par des fossés, mais toute trace en a disparu lors du levé des plans cadastraux en 1831. L'orientation de l'édifice est fréquente pour une église catholique : porche principal en façade à l'ouest et chœur tourné vers l'ouest.

## Historique
Si la base du mur nord de la nef est peut-être le vestige d'une église antérieure (mérovingienne ou carolingienne),, l'édifice actuel est, pour sa plus grande partie, construit au début du XIIIe siècle. Dès cette époque, l'église est dédiée à saint Martin, comme le mentionne un cartulaire de l'archevêché de Tours. Au XXIe siècle, elle est l'un des 3 700 édifices religieux dédiés en France à saint Martin.
Les voûtes sont terminées au XVe siècle après avoir été commencées au XIIIe siècle.
La façade et le porche sont reconstruits en 1789 dans le style du XIIe siècle mais l'escalier qui y conduit est refait en 1846 à l'occasion de la rectification du tracé de la rue qui passe devant cette façade.
L'église est inscrite au titre des monuments historiques par arrêté du 12 juin 1926.

## Architecture et mobilier

### Architecture

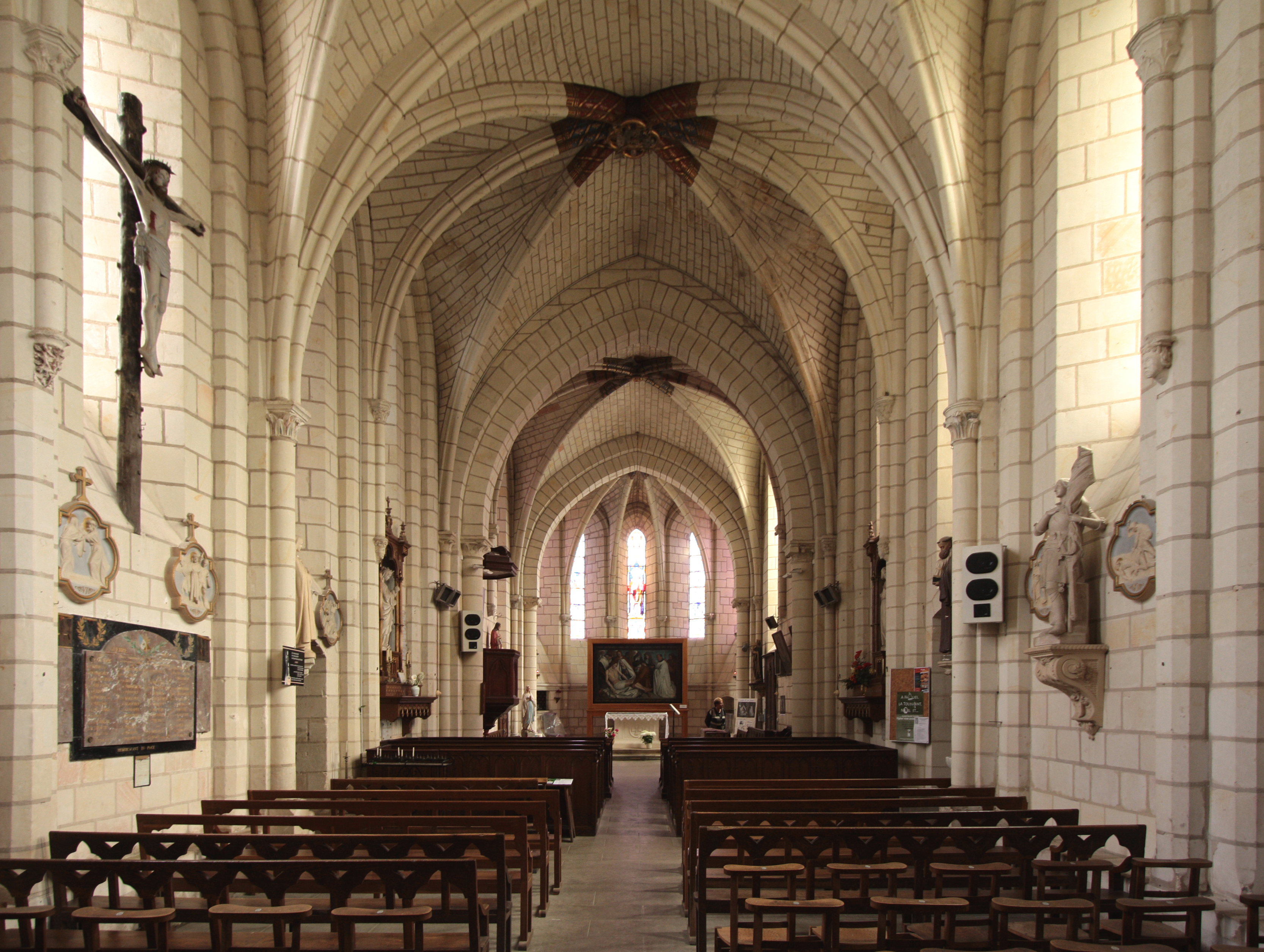
Intérieur de l'église.

L'église est composée d'une nef simple et sans bas-côté, à quatre travées, la plus orientale, moins haute, supportant le clocher, et d'une abside à sept pans. Des contreforts plaqués séparent extérieurement chaque travée de la nef ; deux autres encadrent le portail. Le clocher, dont le premier étage est de section carrée, est couronné d'une pyramide à laquelle se raccorde une flèche octogonale. Une chapelle est accolée au mur sud de la nef, au niveau de sa dernière travée.
Les voûtes des travées de la nef sont à six pans et les clefs sont décorées de médaillons. L'abside, légèrement surélevée par rapport à la nef et au chœur, est voûtée en cul-de-four.
Outre le portail ouvert dans la façade, chaque travée de la nef est éclairée, sur chaque mur, par deux fenêtres en lancette. De son côté, l'abside est percée d'une fenêtre, également à lancette, sur chacun de ses pans.

### Décoration et mobilier

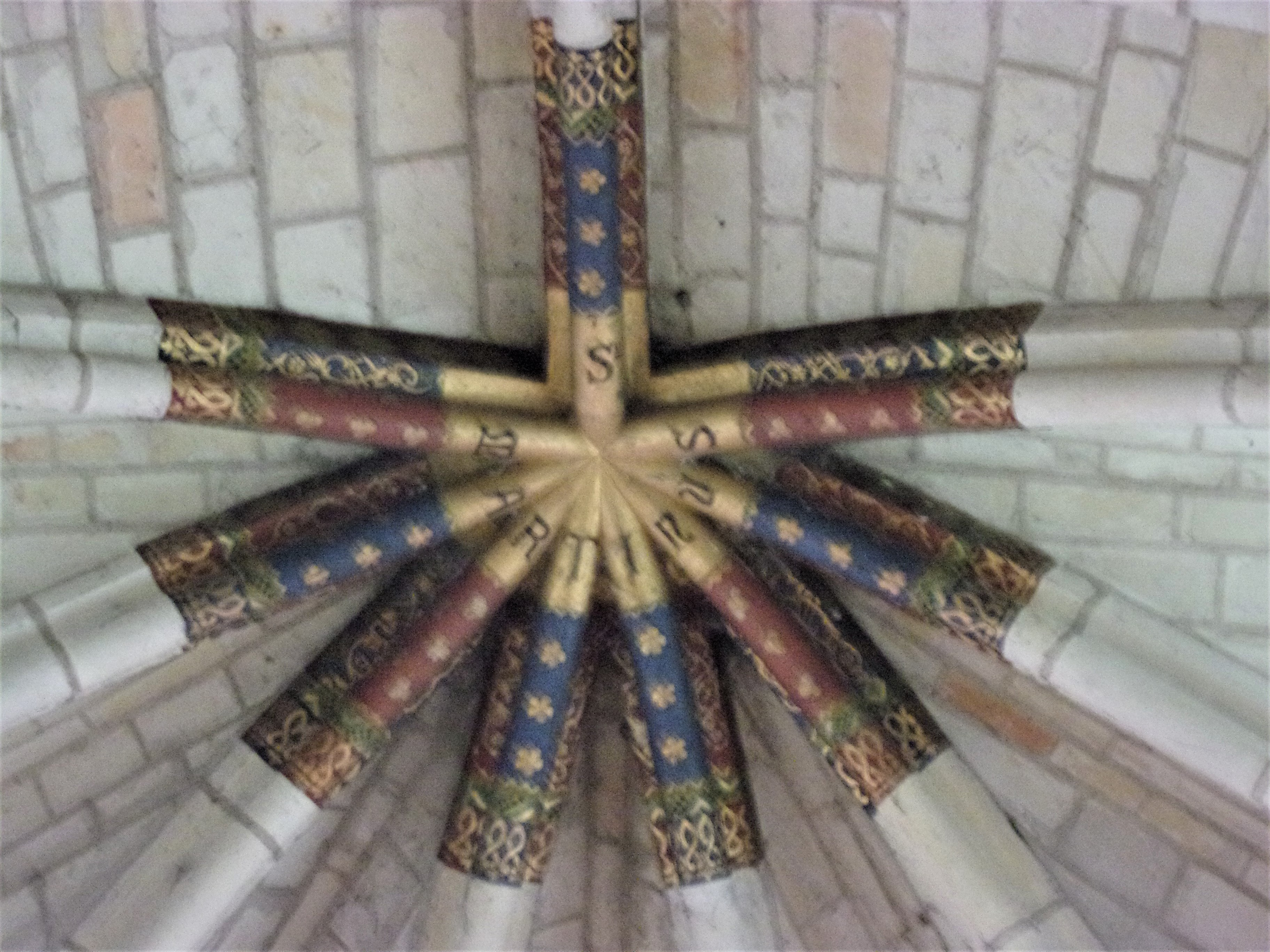
Détail d'une clé de voûte.

Les clefs des voûtes sont ornées de médaillons historiés ; les arcs des voûtes sont peints à leur départ de la clef et les culs-de-lampe surmontant les colonnes sur lesquelles ils reposent sont également décorés de têtes sculptées. Le médaillon de l'une des clefs de voûte représente la scène du partage de son manteau par Martin. Cette scène est également reproduite sur une statue datée du XIIIe siècle installée à la pointe du mur pignon ouest.    
Trois éléments de décor de l'église figurent dans l'inventaire de la base Palissy.

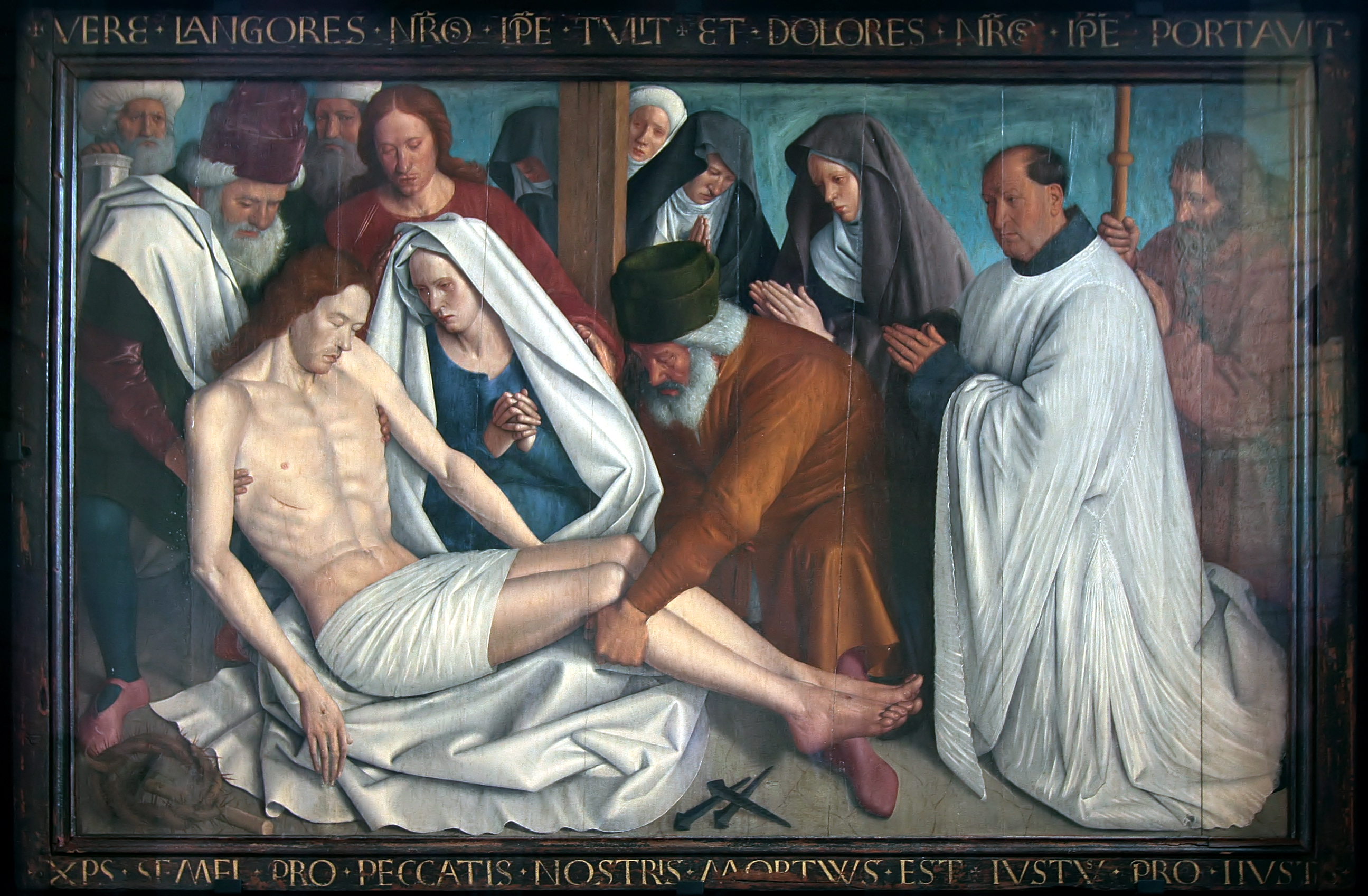
Pietà de Nouans.

Un panneau provenant probablement d'un retable en bois, dit  de la Pietà de Nouans, daté de la seconde moitié du XVe siècle, est attribué au peintre Jean Fouquet. Cette attribution au peintre tourangeau couramment admise, mais elle n'est pas la seule. Toutefois, les autres attributions reposent sur des arguments très faibles.  En particulier, l'évocation d'une œuvre du XVIe siècle est proprement absurde quand on considéré e style du tableau.  Classé MH (1931). 
Une statue en bois du Christ en Croix date du XVe siècle.  Classé MH (1913). La tête du Christ semble d'une facture beaucoup plus élaborée et gracieuse que son corps et ses membres.
Une statue en bois représentant la Vierge à l'Enfant, haute de 0,80 m a été sculptée dans le dernier quart du XVIe siècle.  Classé MH (1913).
Le tableau est exposé au fond du chœur de l'église alors que les deux statues prennent place contre le mur nord de la nef au niveau des seconde et troisième travées.
L'édifice abrite également une statue du saint martinien. La sculpture, exécutée au cours du XIXe siècle, représente Martin de Tours dans sa parure d'évêque. Seuls les bords de ses vêtements sont dorés statue, le reste de la statue étant de couleur blanche. Son bras droit accomplit un signe de bénédiction. Le socle sur laquelle repose la statue porte l'inscription « St Martin ». Les caractères de l'inscription sont recouverts de bleu.

## Pour en savoir plus